# Södra Svartkläpp
Södra Svartkläpp är ett skär i Åland (Finland). Det ligger i Skärgårdshavet och i kommunen Kökar i landskapet Åland, i den sydvästra delen av landet. Ön ligger omkring 53 kilometer öster om Mariehamn och omkring 230 kilometer väster om Helsingfors.
Öns area är 0,4 hektar och dess största längd är 110 meter i nord-sydlig riktning. Trakten är glest befolkad. Närmaste större samhälle är Kökar, 4,2 km öster om Södra Svartkläpp.